# British hardcore
Per British hardcore (nota anche come second wave punk e UK82) si definisce la scena hardcore punk inglese, sviluppatasi tra la fine degli anni '70 e l'inizio degli anni '80. Questa è chiamata anche second wave punk perché considerata la seconda ondata di punk rock a seguito della prima esplosione del genere durante seconda metà degli anni '70.
Tra questi complessi, spesso caratterizzati da testi cupi e violenti, si distinsero soprattutto Exploited, Discharge,, e GBH. In particolare gli scozzesi The Exploited erano noti nella scena per i testi molto violenti e per l'abitudine di esporre svastiche, ispirati dalle gesta dei Sex Pistols (cioè solo per provocazione), guadagnandosi un vasto consenso anche tra i punk nazisti. Nonostante queste ambiguità, secondo il critico Ian Glasper: Per molti, gli The Exploited erano la quintessenza del gruppo second wave punk, con le loro rapide esplosioni di rabbia contro il sistema, e i perfetti capelli in stile mohicano del frontman Walter 'Wattie' Buchan.  I gruppi appartenenti a questa corrente spesso aggiungevano pesanti ritmi di batteria e forti distorsioni di chitarra tipici delle band della New Wave of British Heavy Metal, in particolare dei Motörhead. Gruppi come GBH, The Exploited, Discharge, Broken Bones vennero riconosciuti come tra i primi gruppi punk metal: i primi tre, già verso il 1982 pubblicarono del materiale che mescolava le due sonorità, anticipando di qualche anno i veri e propri gruppi della corrente americana, ma vennero citati anche come importante ispirazione per lo speed/thrash metal americano, genere sviluppato grazie all'influenza hardcore punk. Anche i primi album dei Discharge furono di enorme influenza, contribuendo alla sviluppo dell'intera scena, sebbene in seguito il gruppo si sia spostato verso un suono più marcatamente heavy metal.
Inoltre la scena ebbe da sempre punti di contatto con l'hardcore punk statunitense, ed è probabile che i due movimenti si siano influenzati a vicenda. Spesso i testi si concentravano su una possibile minaccia di olocausto nucleare o sull'apocalisse, in parte a causa della tensione dovuta alla guerra fredda. Altri argomenti trattati di frequente erano la disoccupazione e la critica al Partito Conservatore, ed in particolare a Margaret Thatcher.
Altri gruppi seminali di questa scena furono English Dogs, Chaos U.K., Blitz, The Partisans, Disorder, Broken Bones, The Violators, Abrasive Wheels, One Way System, Vice Squad, Anti-Nowhere League e Dogsflesh.

## Alcuni gruppi della scena
- Amebix
- Broken Bones
- Chaos UK
- GBH
- Discharge
- Disorder
- English Dogs
- Exploited
- One Way System
- Skeptix
- Varukers